# Ivan Zajc
Ivan Zajc (Rijeka, Croàcia, 3 d'agost de 1832 - Zagreb, Croàcia, 16 de desembre de 1914) fou un compositor, director i professor croat que durant més de quaranta anys va ser dels personatges més famosos de la cultura musical de Croàcia. Feu molts d'esforços per reformar artísticament i institucional el seu país. En la seva època de professor tingué entre els seus alumnes a la que més tard es dedicaria al cant, la soprano polonesa Marya Freund (1876-1966), i el compositor compatriota seu Božidar Širola.

## Obres principals
- La tirolese, estrenada a Milà el 4 de maig 1855
- Amelia ossia Il bandito, Rijeka, 24 d'abril de 1860
- Mannschaft an Bord, Viena 15 de desembre de 1863
- Fitzliputzli, Viena, 5 de novembre de 1864
- Die lazzaroni vom Stanzel, Viena, 4 de maig de 1865
- Die Hexe von Boissy, Viena, 24 d'abril de 1866
- Nachtschwärmer, Viena, 10 de novembre de 1866
- Das Rendezvous in der Schweiz, Viena, 3 d'abril de 1867
- Das Gaugericht, Viena, 14 de setembre de 1867
- Nach Mekka, Viena, 11 de gener de 1868
- Somnambula, Viena, 21 de gener de 1868
- Schützen von einst und jetzt, Viena, 25 de juliol de 1868
- Meister Puff, Viena, 22 de maig de 1869
- Mislav, Zagreb, 2 de febrer de 1870
- Ban Leget, Zagreb, 16 de juliol de 1872
- Der gefangene Amor, Viena, 12 de setembre de 1874
- Nikola Šubić Zrinski, Zagreb, 4 de novembre de 1876
- Lizinka, Zagreb, 12 de novembre de 1878
- Der Wildling, Zagreb, 23 de setembre de 1905
- Prvi grijeh, Zagreb, 25 d'abril de 1907; 18 de desembre de 1912
- Oče naš, Zagreb, 16 de desembre de 1911